# Pittosporaceae
Pittosporaceae R. Br., 1814 è una famiglia di piante dell'ordine Apiales, che include oltre 300 specie di alberi, arbusti e liane.

## Distribuzione e habitat
Le specie di questa famiglia sono presenti nelle ecozone afrotropicale, indomalese, oceanica e australasiana, aventi clima da tropicale a temperato.

## Tassonomia
La famiglia comprende i seguenti generi:
- Auranticarpa L.W.Cayzer, Crisp & I.Telford (6 specie)
- Bentleya E.M.Benn. (2 spp.)
- Billardiera Sm. (21 spp.)
- Bursaria Cav. (8 spp.)
- Cheiranthera A.Cunn. ex Lindl. (10 spp.)
- Hymenosporum R.Br. ex F.Muell. (1 sp.)
- Marianthus Hügel (14 spp.)
- Pittosporum Banks ex Gaertn. (253 spp.)
- Rhytidosporum F.Muell. (5 spp.)